# 蕭撻里
仁懿皇后萧挞里（11世纪？—1076年），辽兴宗耶律宗真的第二任皇后，蕭阿古只六世孙女，蕭孝穆长女。
她出身于契丹蕭氏中的述律氏。父亲蕭孝穆是蕭陶瑰长子、钦哀皇后萧耨斤的弟弟、辽兴宗的舅舅。太平十一年（1031年），姑父辽圣宗逝世，表兄辽兴宗即位。萧挞里性格宽厚，姿貌端丽。辽兴宗刚即位，萧挞里即入宫。
重熙元年（1032年），萧挞里生下兴宗的长子耶律洪基（即辽道宗）。就在重熙初年，出身于拔里氏（契丹蕭氏之一）的皇后蕭三蒨因罪降为贵妃。重熙四年（1035年）三月，萧挞里被辽兴宗立为皇后。重熙十年（1041年），生兴宗第二子耶律和魯斡，后再生一子耶律阿琏，另有两女耶律跋芹、耶律斡里太。重熙二十三年（1054年），被上尊号贞懿慈和文惠孝敬广爱崇圣皇后。
儿子辽道宗耶律洪基即位后于清宁元年（1055年）九月，尊母亲萧挞里为皇太后。清宁二年（1056年），又上尊号慈懿仁和文惠孝敬广爱宗天皇太后。
清宁九年（1063年）秋，敦睦宫使耶律良，将皇太叔耶律重元与其子耶律涅鲁古谋反的事情密告太后，萧挞里告诉皇帝。道宗迟疑，太后说：“此社稷大事，宜早为计。”道宗开始戒严。战斗开始，太后亲督卫士，破耶律重元逆党。大康二年（1076年）三月十一辛酉，萧挞里崩駕，六月初七乙酉，辽道宗尊谥其为仁懿皇后，六月初十戊子，宋朝神宗皇帝、高丽文宗王、西夏惠宗皇帝，都派遣使臣来吊祭。六月十六甲午，葬仁懿皇后于庆陵。